# 转河

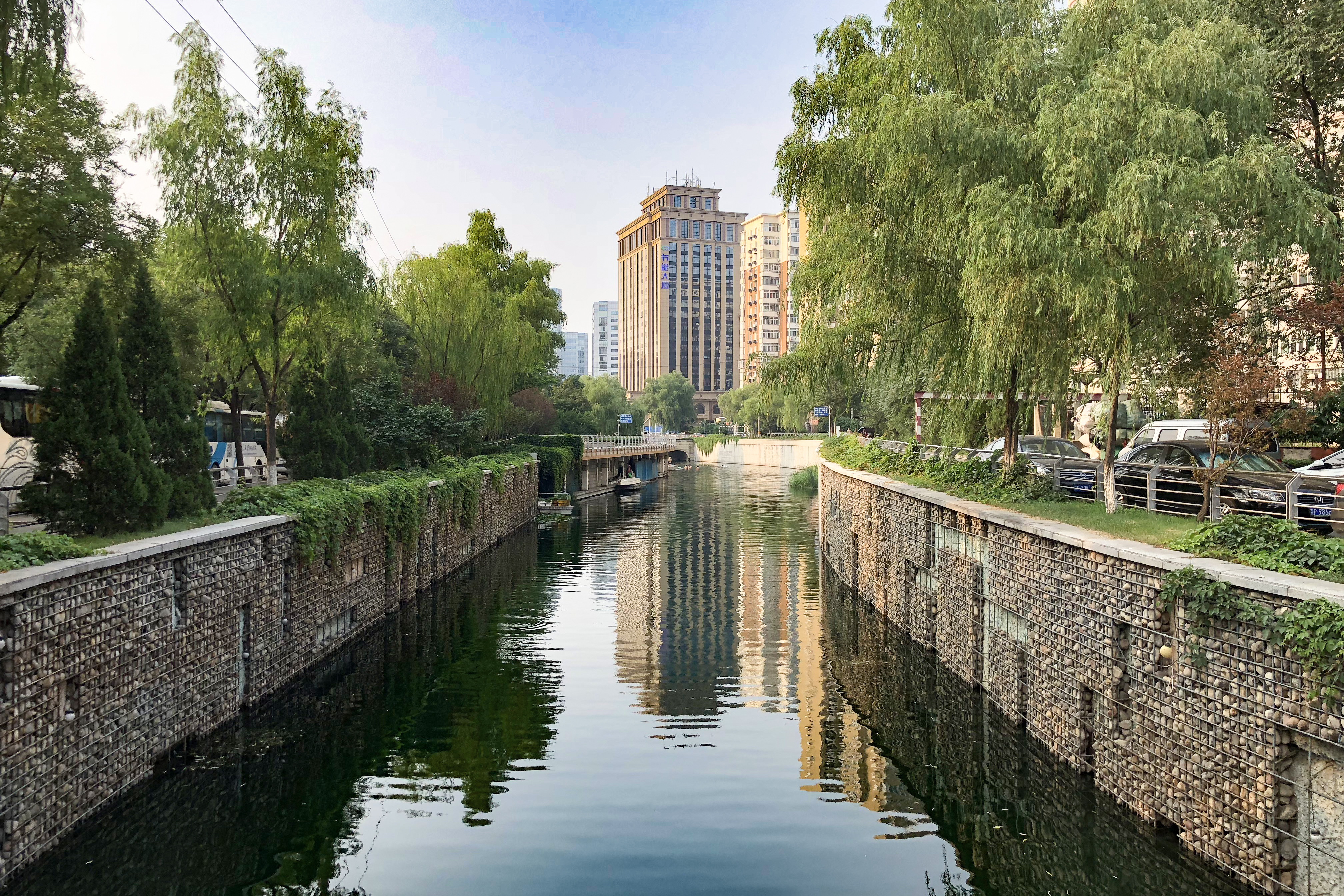
转河（2018年拍摄自联慧路）

转河是北京西北部的一条河流，起点于动物园闸，上接高梁河，终点于北护城河西端的松林闸，是通惠河水系的一条人工河流。
高粱河原来是向东直接与北护城河西端相连的。1905年，詹天佑修建京张铁路，由于把西直门车站设在西直门外的位置，因此把原高梁桥以东的河道改道，向北折行了一公里，绕过西直门车站，再向南与北护城河西端相接，形成“几”字形，因而被称之为转河。1977年2月起，对北护城河上段进行了治理，此时将转河盖上盖子，形成暗河。
2002年3月，北京开始进行转河整治工程，重新挖河道，建船闸、跨河桥，暗沟、码头，使转河重見天日。治理工程共投资6.26亿元，其中一半用于拆迁费用。 2003年9月30日，北京城市水系转河治理工程竣工，转河恢复了通航能力，游者可以乘船从德胜门乘船到达北京动物园和颐和园。沿河修建了长河遗梦、生态公园、堆石水景、滨河游廊、亲水家园、绿色航道6个水景景观。